# Sam De Bruyn
Sam De Bruyn (Jette, 13 oktober 1986) is een Belgische radio- en televisiepresentator. Hij is daarnaast ook actief als feest-dj.

## Radio

### Studio Brussel
Na al enige tijd programmamedewerker te zijn geweest en met Peter Van de Veire en Tomas De Soete te hebben samengewerkt, ging De Bruyn in het najaar van 2008 aan de slag als co-presentator van Siska Schoeters in het avondspitsprogramma Zet 'm op Siska, een rol die hij een volledig radioseizoen behield. Vanaf het najaar 2009 kreeg hij eigen programma, Sound of Sam, dat iedere weekdag liep tot en met het voorjaar 2012. Voorts presenteerde hij tijdens de zomer van 2010 samen met Sofie Lemaire het themaprogramma Vrienden van de radio. Vanaf het najaar 2012 presenteerde hij een seizoen lang Zet 'm op Sam, de opvolger van het eerder genoemde programma van Siska Schoeters. In het najaar 2013 ging dit programma over in Zet 'm op Studio Brussel en kreeg De Bruyn met An Lemmens weer een co-presentatrice naast zich. In het najaar 2014 verdween hij uit de avondspits en kreeg hij met De middag draait door een kort programma op het middaguur toegewezen. De Bruyn was begin juli 2015 voor het laatst op Studio Brussel te horen in het programma Studio Ibiza, dat hij sinds 2012 iedere zomer een week lang vanop het Spaanse eiland Ibiza presenteerde.
Gedurende zijn loopbaan bij Studio Brussel, was Sam De Bruyn nagenoeg ieder jaar betrokken bij Music For Life, de fundraisingactie die de radiozender jaarlijks organiseert. Zo zamelde hij in december 2008 geld in door samen met Linde Merckpoel te liften van de Zweedse stad Malmö naar Gent, waar het evenement dat jaar werd gepresenteerd. Tijdens de edities van 2009, 2010 en 2011 was hij een van de presentatoren die zich lieten opsluiten in 'het glazen huis', de radiostudio van waaruit de marathonuitzending toentertijd werd gepresenteerd. Ook in 2012 en 2014 presenteerde Sam De Bruyn de actie.
Vanaf januari 2022 presenteerde hij op Studio Brussel tijdelijk het avondblok. In januari 2023 begint hij met De Jaren Nul terug vast te presenteren bij Studio Brussel.

### Qmusic
Tijdens de zomer van 2015 werd bekendgemaakt dat De Bruyn overstapt naar de commerciële radiozender Qmusic, om er vanaf het najaar een dagelijks programma te presenteren. Van 31 augustus 2015 tot en met 30 juni 2016 presenteerde hij er onder de titel Sam & Heidi iedere werkdag tussen 16 en 19 uur, samen met Heidi Van Tielen. Het duo was in november en december van dat jaar ook het uithangbord van verschillende thema-uitzendingen rond de fundraisingactie Rode Neuzen Dag. Vanaf 29 augustus 2016 presenteerden ze samen de ochtendshow, op werkdagen tussen 6 en 9 uur. Na verloop van tijd kregen ze daarbij het gezelschap van Wim Oosterlinck en werd Van Tielen vervangen door Inge De Vogelaere.
In de zomer van 2020 werd bekend dat De Bruyn niet langer het ochtendprogramma zal verzorgen, maar opnieuw de avondspits tussen 16 en 19 uur waarbij hij ditmaal een duo met Vincent Fierens zal vormen.
In het najaar van 2020 vertrok hij bij Qmusic.

## Televisie
De Bruyn deed zijn eerste ervaring als televisiepresentator op bij tvbrussel, waar hij werkte van 2002 tot 2006. In 2009 was hij te zien als quizmaster in het programma Clash op de jeugdzender Ketnet. Hij was ook even te zien als wrapper op Ketnet. In de aanloop naar de Belgische gemeenteraadsverkiezingen van 2012 presenteerde hij samen met Ivan De Vadder het debatprogramma De laatste ronde op Eén. Enkele maanden later was hij op dezelfde zender te zien als co-presentator van Bruno Wyndaele in het quizprogramma Het spiegelpaleis.
In 2016 is De Bruyn co-presentator van An Lemmens tijdens de liveshows The Voice van Vlaanderen op VTM, en van Sean Dhondt in het zomerse muziekfestivalmagazine Festivalitis op 2BE.
In 2019 neemt hij 2 keer deel aan De Code van Coppens op VTM. 1 maal met Laura Tesoro en de andere aflevering met Olga Leyers. In 2020 deed hij mee samen met Vincent Fierens.
In 2021 is De Bruyn voice-over bij de realityreeksen Lady Truckers en Lady Bouwers op VTM 2.

## Persoonlijk
Sam De Bruyn is openlijk homoseksueel. In 2013 verklaarde hij in het televisieprogramma De neus van Pinokkio dat hij het slachtoffer werd van gaybashing in Brussel. Op 18 juli 2014 trouwde De Bruyn met zijn vriend Wannes Libbrecht, met wie hij sedert oktober 2018 in Berlare woont. Voorheen woonde het koppel in Ledeberg.

## Trivia
- Sam De Bruyn verleende zijn stem aan de Vlaamse versie van vier animatiefilms van Disney. In Bolt (2008) was hij te horen als een van de duiven, in Zootropolis (2016) vertolkte hij Agent Clauwhauser, en in de films Wreck-It Ralph (2012) en Ralph Breaks the Internet (2018) vertolkte hij de rollen van Surge Protector, Root Beer Tapper en Sour Bill.

Huidig (anno 2023):
Ulrike D'hauwer · Liam D'hert · Dorothee Dauwe · Tom De Cock · Jana De Wilde · Vincent Fierens · Yoren Linsen · Maxine Janssens · Nils Melckenbeeck · Loore Nelen · Regi Penxten · Jolien Roets · Emma Salden · Jan Thans · Maarten Vancoillie · Matthias Vandenbulcke · Paulien Van der Jeugt · Naomi Vanderpoorten · Vincent Vangeel · Liam Van Haverbeke · Dimitri Wouters
Voormalig (2001–2023):
Dorianne Aussems (2013–2014) · Rik Boey (2010–2013, 2015–2017) · Born (2015–2017) · Herbert Bruynseels (2001–2009) · Anke Buckinx (2007–2016) · Bab Buelens (2020) · Armin van Buuren (2021–2022) · Marcia Bwarody (2013–2017) · Joren Carels (2018–2020) · Séverine Champeaux (2013–2015) · Sam De Bruyn (2015–2020) · Erwin Deckers (2001–2008) · Jolien De Greef (2015) · Anneke De Keersmaeker (2002) · Felice Dekens (2011–2022) · Frederika Del Nero (2011–2012) · Nathalie Delporte (2001–2014) · Serge De Marre (2004–2015) · Eline De Munck (2012–2014) · Bart-Jan Depraetere (2001–2019) · Dries De Vis (2019–2020) · Inge De Vogelaere (2017–2020) · Sean Dhondt (2015–2023) · Elien D'hooge (2019–2021) · Yasmina El Messaoudi (2014–2015) · Evi Geysels (2010–2018) · Elizabeth Gesels (2016) · Violette Goemans (2015–2017) · Jenno Hallaert (2012–2015) · Wine Lauwers (2011–2019) · An Lemmens (2015–2019) · Kris Mannaerts (2006–2011) · Kristin Moers (2002–2003) · Marie Monballiu (2014–2021) · Sarah Mylle (2016–2020) · Johan Notebaert (2001–2002) · Wim Oosterlinck (2006–2020) · Sven Ornelis (2001–2016) · Hans Otten (2002–2003) · Xander Peeters (2011–2013) · Astrid Philips (2011–2014) · Elke Plancke (2012–2013) · Jarne Ponet (2023) · Alexandra Potvin (2001–2009) · Jarne Rediers (2021-2023) · Kürt Rogiers (2008–2015) · Thomas Rottier (2021-2023) · Carl Schmitz (2001–2014) · Elias Smekens (2013–2018) · Kenny Smet (2006–2011) · Toon Smet (2015–2018) · Sara Steegen (2011–2012) · Kenneth Stevens (2006–2016) · Loïc Thaler (2015-2016, 2018-2022) · Shalini Van den Langenbergh (2014–2018) · Julie Van den Steen (2021) · Joke van de Velde (2013–2015) · Elke Vanelderen (2005–2006) · Arne Vanhaecke (2015–2016) · Maureen Vanherberghen (2016–2023) · Elke Van Mello (2008–2010) · Francesca Vanthielen (2001–2002) · Erika Van Tielen (2006–2008) · Heidi Van Tielen (2015–2018) · Bjorn Verhoeven (2001–2012) · Peter Verhoeven (2001–2018) · Steffi Vertriest (2013–2015) · Kristien Wollants (2018–2020)
Huidig (anno 2025):
Lee Arrendell · Thomas De Smet · Nona 't Jolle · Nidal van Rijn · Emma Vanthielen
Voormalig (1997–2024):
Jelle Cleymans (2002–2007) · Staf Coppens (1999–2004) · Karolien Debecker (2006–2009) · Veerle Deblauwe (2003–2006) · Sam De Bruyn (2009) · Niels Destadsbader (2009–2014) · Ianka Fleerackers (1998–2001) · Tom Gernaey (2006) · Sander Gillis (2012–2023) · An Jordens (1998–2005) · Melvin Klooster (2006–2012) · Heidi Lenaerts (2006–2007) · Friedl' Lesage (1997–1998) · Charlotte Leysen (2011–2019) · Véronique Leysen (2009–2013) · Kristien Maes (2007–2012) · Gloria Monserez (2020-2024) · Sarah Mouhamou (2014-2025) · Leonard Muylle (2012–2018) · Sven Ornelis (1997–1999) · Peter Pype (2004–2012) · Ben Roelants (2009) · Mark Tijsmans (1997–2002) · Héritier Tipo (2022–2024) · Thomas Van Achteren (2015–2022) · Katrien Van Deuren (1998–1999) · Peter Van de Veire (1997–2002) · Steven Van Herreweghe (1997–2002) · Kobe Van Herwegen (2006–2011) · Ilse Van Hoecke (1998–2004) · Gitte Van Hoyweghen (1997–2001) · Britt Van Marsenille (2004–2008) · Sofie Van Moll (2001–2007) · Erika Van Tielen (2003–2006) · Henk Vermeulen (1998–2004) · Aron Wade (1998–2003) · Sien Wynants (2012–2022)